# Tournoi d'ouverture du championnat du Costa Rica de football 2011
Navigation
Saison précédente Saison suivante
Le Tournoi Apertura 2011 est le neuvième tournoi saisonnier disputé au Costa Rica.
C'est cependant la 94e fois que le titre de champion du Costa Rica est remis en jeu.
Lors de ce tournoi, le LD Alajuelense a conservé son titre de champion du Costa Rica face aux dix meilleurs clubs costariciens.
Chacun des onze clubs participant au championnat était confronté deux fois aux dix autres équipes. Puis les quatre meilleurs se sont affrontés lors d'une phase finale à la fin de la saison.
Seulement une place était qualificative pour la Ligue des champions de la CONCACAF.

## Les 11 clubs participants
| \| LD Alajuelense AD Belén \ Orión FC CS Cartagines CS Herediano Limon FC Municipal Pérez Zeledon Puntarenas FC AD San Carlos SD Santos / Deportivo Saprissa \| Localisation des clubs. |
| LD Alajuelense AD Belén \ Orión FC CS Cartagines CS Herediano Limon FC Municipal Pérez Zeledon Puntarenas FC AD San Carlos SD Santos / Deportivo Saprissa                               |

| Club                    | Stade                                   | Capacité | Ville                  |
| LD Alajuelense          | Stade Alejandro Morera Soto             | 17 900   | Alajuela               |
| AD Belén (en)           | Stade Polideportivo de Belén            | 3 000    | San Antonio            |
| CS Cartagines           | Stade José Rafael Fello Meza Ivankovich | 13 500   | Cartago                |
| CS Herediano            | Stade Eladio Rosabal Cordero            | 8 100    | Heredia                |
| Limon FC                | Stade Nuevo de Limón                    | 3 000    | Puerto Limón           |
| Municipal Pérez Zeledon | Stade Municipal Pérez Zeledón           | 6 000    | San Isidro del General |
| Orión FC                | Stade Jorge Hernán Monge                | 5 500    | Desamparados           |
| Puntarenas FC           | Stade Lito Pérez                        | 4 100    | Puntarenas             |
| AD San Carlos           | Stade Carlos Ugalde Álvarez             | 5 600    | Ciudad Quesada         |
| SD Santos               | Stade Ebal Rodríguez                    | 3 000    | Guápiles               |
| Deportivo Saprissa      | Stade Ricardo Saprissa                  | 23 100   | San José               |

## Compétition
Lors de cette saison, la forme des tournois saisonniers a changé et se déroule de façon suivante :
- La phase de qualification : les vingt journées de championnat.
- La phase finale : les matchs aller-retour allant des demi-finale à la finale.

### Phase de qualification
Lors de la phase de qualification les onze équipes affrontent à deux reprises selon un calendrier tiré aléatoirement.
Les quatre meilleures équipes sont directement qualifiées pour la phase finale.
Le classement est établi sur le barème de points classique (victoire à 3 points, match nul à 1, défaite à 0).
Le départage final se fait selon les critères suivants :
- Le nombre de points.
- La différence de buts générale.
- La différence de buts particulière.
- Le nombre de buts marqué.

#### Classement
| Rang | Équipe                  | Pts | J  | G  | N | P  | Bp | Bc | Diff |
| ---- | ----------------------- | --- | -- | -- | - | -- | -- | -- | ---- |
| 1    | CS Herediano            | 39  | 20 | 11 | 6 | 3  | 35 | 23 | +12  |
| 2    | LD Alajuelense (T)      | 37  | 20 | 11 | 4 | 5  | 38 | 23 | +15  |
| 3    | Deportivo Saprissa      | 35  | 20 | 9  | 8 | 3  | 34 | 21 | +13  |
| 4    | CS Cartagines           | 30  | 20 | 7  | 9 | 4  | 31 | 27 | +4   |
| 5    | Puntarenas FC           | 28  | 20 | 7  | 7 | 6  | 29 | 34 | -5   |
| 6    | Municipal Pérez Zeledon | 26  | 20 | 7  | 5 | 8  | 31 | 30 | +1   |
| 7    | SD Santos               | 25  | 20 | 6  | 7 | 7  | 26 | 27 | -1   |
| 8    | AD San Carlos           | 21  | 20 | 5  | 6 | 9  | 22 | 33 | -11  |
| 9    | AD Belén (en) (P)       | 19  | 20 | 4  | 7 | 9  | 21 | 30 | -9   |
| 10   | Limon FC                | 19  | 20 | 5  | 4 | 11 | 19 | 30 | -11  |
| 11   | Orión FC                | 17  | 20 | 4  | 5 | 11 | 20 | 34 | -14  |

| Légende : Qualifications et relégations | Légende : Qualifications et relégations                  |
| --------------------------------------- | -------------------------------------------------------- |
|                                         | Qualifié pour les demi-finale                            |
|                                         | (T) : Tenant du titre (P) : Promu de la saison 2010-2011 |

#### Matchs
| Résultats (▼dom., ►ext.)                                   | Alaj | Bel | Cart | Here | Lim | Ori | Muni | Punt | SanC | Sant | Sapr |
| LD Alajuelense                                             |      | 1-0 | 4-0  | 2-2  | 0-2 | 4-2 | 4-0  | 0-1  | 3-1  | 0-2  | 1-1  |
| AD Belén (en)                                              | 1-2  |     | 1-1  | 1-2  | 3-1 | 1-1 | 1-3  | 1-0  | 1-1  | 3-0  | 1-1  |
| CS Cartagines                                              | 2-0  | 3-2 |      | 3-1  | 3-0 | 3-1 | 2-2  | 3-0  | 0-0  | 1-1  | 2-1  |
| CS Herediano                                               | 4-0  | 1-1 | 6-3  |      | 1-1 | 1-0 | 2-1  | 3-1  | 5-0  | 1-0  | 1-1  |
| Limon FC                                                   | 0-2  | 2-1 | 1-1  | 1-2  |     | 3-2 | 1-0  | 3-3  | 0-1  | 0-2  | 0-2  |
| Orión FC                                                   | 1-1  | 3-1 | 0-0  | 0-1  | 1-0 |     | 0-1  | 0-0  | 1-0  | 1-3  | 1-4  |
| Municipal Pérez Zeledon                                    | 1-3  | 0-1 | 0-0  | 2-1  | 1-1 | 5-1 |      | 7-1  | 1-0  | 2-1  | 2-2  |
| Puntarenas FC                                              | 1-3  | 3-0 | 2-1  | 1-1  | 1-0 | 2-1 | 3-2  |      | 2-0  | 2-2  | 3-3  |
| AD San Carlos                                              | 0-3  | 4-0 | 1-1  | 0-4  | 2-1 | 2-2 | 3-0  | 0-0  |      | 3-1  | 1-4  |
| SD Santos                                                  | 0-3  | 1-1 | 1-1  | 0-0  | 2-1 | 1-2 | 1-1  | 3-0  | 2-2  |      | 3-2  |
| Deportivo Saprissa                                         | 2-2  | 0-0 | 3-1  | 1-0  | 0-1 | 1-0 | 2-0  | 1-1  | 2-1  | 1-0  |      |
| - Victoire à domicile - Match nul - Victoire à l'extérieur |      |     |      |      |     |     |      |      |      |      |      |

### La Phase Finale
Les quatre équipes qualifiées sont réparties dans le tableau final d'après leur classement général, le deuxième affrontant le troisième et le premier affrontant le quatrième lors des demi-finales.
En cas d'égalité sur la somme des deux matchs, c'est la position au classement général qui départage les deux équipes, sauf pour la finale où des prolongations puis une séance de tirs au but ont éventuellement lieu.

#### Tableau
|  |                    |            |                |            |              |     |      |        |        |        |        |        |
|  | 1/2 finale         | 1/2 finale | 1/2 finale     | 1/2 finale | 1/2 finale   |     |      | Finale | Finale | Finale | Finale | Finale |
|  |                    |            |                |            |              |     |      |        |        |        |        |        |
|  |                    |            |                |            |              |     |      |        |        |        |        |        |
|  | CS Herediano       | (1)        | 2              | 1          |              |     |      |        |        |        |        |        |
|  | CS Herediano       | (1)        | 2              | 1          |              |     |      |        |        |        |        |        |
|  | CS Cartagines      | (4)        | 1              | 0          |              |     |      |        |        |        |        |        |
|  | CS Cartagines      | (4)        | 1              | 0          | CS Herediano | (1) | 1    | 1      | 0(5)   |        |        |        |
|  |                    |            |                |            |              | (1) | 1    | 1      | 0(5)   |        |        |        |
|  |                    |            | LD Alajuelense | (2)        | 1            | 1   | 0(6) |        |        |        |        |        |
|  | LD Alajuelense     | (2)        | LD Alajuelense | (2)        | 1            | 1   | 0(6) | 1      | 2      |        |        |        |
|  | LD Alajuelense     | (2)        |                |            |              |     |      | 1      | 2      |        |        |        |
|  | Deportivo Saprissa | (3)        | 0              | 2          |              |     |      |        |        |        |        |        |
|  | Deportivo Saprissa | (3)        | 0              | 2          |              |     |      |        |        |        |        |        |

#### Demi-finales
| Club           | Aller | Retour | Club               | Commentaire |
| CS Herediano   | 2-1   | 1-0    | CS Cartagines      |             |
| LD Alajuelense | 1-0   | 2-2    | Deportivo Saprissa |             |

#### Finale
| Match aller      | LD Alajuelense        | 1:1   | CS Herediano          | Stade Alejandro Morera Soto                     |                                                 |
| 11 décembre 2011 | Alejandro Alpizar 33e | (1:1) | José Luis Cordero 45e | Spectateurs : 19 836 Arbitrage : Walter Quesada | Spectateurs : 19 836 Arbitrage : Walter Quesada |

| Match retour     | CS Herediano       | 1:1 (a.p.) | LD Alajuelense              | Stade Eladio Rosabal Cordero |                          |
| 18 décembre 2011 | Marcelo Sarvas 56e | (0:0)      | José Luis Cordero 73e (csc) | Arbitrage : Jeffry Solis     | Arbitrage : Jeffry Solis |
| 18 décembre 2011 | Tirs au but 5:6    |            |                             | Arbitrage : Jeffry Solis     | Arbitrage : Jeffry Solis |

## Bilan du tournoi
| Tableau d'Honneur |                |
| Compétition       | Vainqueur      |
| Apertura 2011     | LD Alajuelense |

| Qualifications continentales 2012-2013 |                |
| Ligue des champions                    | Qualifiés      |
| Phase de groupes                       | LD Alajuelense |

## Statistiques

### Buteurs
| Rang | Nom                | Équipe             | Buts |
| 1    | Randall Brenes     | CS Cartagines      | 13   |
| 2    | Jairo Arrieta      | Deportivo Saprissa | 12   |
| 3    | Luis Diego Cordero | CS Herediano       | 10   |
| 4    | Victor Nuñez       | CS Herediano       | 9    |
| 5    | Yendrick Ruiz      | Puntarenas FC      | 8    |
| 5    | Olman Vargas       | CS Herediano       | 8    |
| 7    | 3 joueurs          | 3 joueurs          | 7    |